# Kafoumba Coulibaly
Kafoumba Coulibaly (n. 26 octombrie 1985, Abidjan, Coasta de Fildeș) este un fotbalist aflat sub contract cu OGC Nice.